# El hijo (película de 2022)
El hijo (título original en inglés: The Son) es una película franco-británica de drama dirigida por Florian Zeller y protagonizada por Hugh Jackman y Laura Dern. Precuela de The Father, también es una adaptación de la obra de teatro Le Fils (El hijo), también de Zeller.
The Son tuvo su estreno mundial en la 79.ª edición del Festival Internacional de Cine de Venecia el 7 de septiembre de 2022, y se estrenó de forma limitada una semana en la ciudad de Nueva York y Los Ángeles el 25 de noviembre de 2022, antes de un estreno amplio en los Estados Unidos el 20 de enero de 2023, por Sony Pictures Classics. La película recibió reseñas mixtas de los críticos, quienes elogiaron las actuaciones de Jackman y Hopkins, pero criticaron el guion, la dirección y la actuación de McGrath.

## Reparto
- Hugh Jackman como Peter Miller
- Laura Dern como Kate Miller
- Vanessa Kirby como Beth
- Zen McGrath como Nicholas Miller
- George Cobell como joven Nicholas Miller
- Hugh Quarshie como Dr. Harris, terapeuta de Nicholas
- Anthony Hopkins como Anthony Miller

## Estreno
En julio de 2021, Sony Pictures Classics adquirió los derechos de distribución de la película; aunque STX Entertainment reclamó los derechos de distribución para el Reino Unido, Benelux, Italia, Escandinavia e Islandia ese mismo mes.
La película tuvo su estreno mundial en competición en el 79° Festival Internacional de Cine de Venecia el 7 de septiembre de 2022. Su estreno en América del Norte tuvo lugar en el Festival Internacional de Cine de Toronto ese mismo mes, el 12 de septiembre de 2022. También se proyectó en el AFI Fest 2022 el 5 de noviembre de 2022.
La película estaba inicialmente programada para un lanzamiento limitado en los Estados Unidos, en cines de Nueva York y Los Ángeles, el 11 de noviembre de 2022, con expansiones en las siguientes semanas, antes de que se cambiara al 25 de noviembre. Su lanzamiento a nivel nacional es el 20 de enero de 2023.

## Reconocimientos

### Crítica
Recibió reseñas generalmente mixtas de parte de la crítica y de la audiencia. En el sitio web especializado Rotten Tomatoes, la película posee una aprobación de 29%, basada en 183 reseñas, con una calificación de 4.9/10 y con un consenso crítico que dice: "A pesar del trabajo confiablemente sólido de Laura Dern y Hugh Jackman, The Son sigue sumida en un melodrama desagradablemente agresivo". De parte de la audiencia tiene una aprobación de 49%, basada más de 250 votos, con una calificación de 3.3/5.
El sitio web Metacritic le dio a la película una puntuación de 45 de 100, basada en 46 reseñas, indicando "reseñas mixtas o promedio", mientras que en el sitio IMDb los usuarios le asignaron una calificación de 6.4/10, sobre la base de más de 14 000 votos. En la página web FilmAffinity la cinta tiene una calificación de 6.2/10, basada en 1981 votos.

### Selecciones
- Festival Internacional de Cine de Toronto:[6] Selección oficial

### Premios y nominaciones
| Premio                                    | Fecha de ceremonia       | Categoría           | Nominado/a   | Resultado | Ref.   |
| ----------------------------------------- | ------------------------ | ------------------- | ------------ | --------- | ------ |
| Premios Globo de Oro                      | 10 de enero de 2023      | Mejor actor - Drama | Hugh Jackman | Nominado  | [ 14 ] |
| Premios Satellite                         | 11 de febrero de 2023    | Mejor actor         | Hugh Jackman | Nominado  | [ 15 ] |
| Festival Internacional de Cine de Venecia | 10 de septiembre de 2022 | León de Oro         | The Son      | Nominada  | [ 16 ] |